# Camill Siegwarth
Camill Siegwarth (* 31. Juli 1918 in Ettlingen; † 24. November 1989) war ein deutscher Politiker (CDU).

## Werdegang
Siegwarth absolvierte nach dem Besuch der Volksschule eine kaufmännische Lehre. Von 1939 bis 1945 leistete er Kriegsdienst und war dann als Verwaltungsangestellter tätig.
Er war Bürgermeister von Ettlingen. 1956 rückte er für Friedrich Werber als Abgeordneter in den Landtag von Baden-Württemberg nach, dem er zunächst bis 1960 und dann erneut von 1965 bis 1980 angehörte.

## Ehrungen
- 1976: Verdienstkreuz 1. Klasse der Bundesrepublik Deutschland
- 1980: Großes Verdienstkreuz der Bundesrepublik Deutschland
- Benennung einer Straße in Ettlingen